# 마쓰다 CX-3
마쓰다 CX-3(영어: Mazda CX-3)는 마쓰다에서 2014년부터 생산 중인 서브컴팩트 크로스오버 SUV이다. 마쓰다 2(DJ/DL)와 동일한 플랫폼을 기반으로 2014년 11월 19일 전체 사진 갤러리와 함께 대중에게 공개되었으며 이틀 후인 2014 로스앤젤레스 오토쇼에서 프로덕션으로 처음 공개되었다.

## 개요
2014년 12월 마쓰다 히로시마 우지나 제 1공장에서 생산이 시작되었다.
CX-3에는 1.5리터 및 2.0리터 4기통 스카이액티브-G 가솔린 엔진과 1.5L 스카이액티브-D 디젤 엔진과 같은 다양한 엔진이 제공되며2015년 말 미국에서는 2016년식 모델로 판매를 시작하였고 북미 시장에서 비슷한 마쓰다 2 서브컴팩트를 대체하였다.